# Малайзийско-уругвайские отношения
Малайзийско-уругвайские отношения — двусторонние дипломатические отношения между Малайзией и Уругваем. Малайзия имеет посольство в Буэнос-Айресе (Аргентина) (которое также представляет интересы страны и в Уругвае), а Уругвай имеет посольство в Куала-Лумпуре. Государства являются полноправными членами Кернской группы и Группы 77.

## История
Государства установили дипломатические отношения 5 января 1988 года.

## Экономические отношения
Государства подписали двустороннее торговое соглашение и экономические отношения между ними развиваются. В 2007 году заместитель министра международной торговли и промышленности Малайзии Нг Лип Йонг посетил Уругвай. В том же году президент Уругвая Табаре Васкес посетил Куала-Лумпур, где объявил о намерении расширить экономические связи. Между государствами было подписано соглашение о поощрении и защите инвестиций. Уругвай покупает натуральный каучук у Малайзии и поставляет ей товары, в частности кукурузу.

## Инцидент
В мае 2008 года было объявлено о пропаже двух двигателей J85-GE-21, которые устанавливаются на истребители Northrop F-5E Tiger II, принадлежащих Королевским военно-воздушным силам Малайзии (RMAF). Реактивные двигатели принадлежали 12-й эскадрилье, базирующейся в Баттерворте. Расследование привело к аресту двух сотрудников RMAF, а гражданскому подрядчику были предъявлены обвинения в связи с кражей и утилизацией обоих двигателей 6 января 2010 года. 5 февраля 2010 года Генеральный прокурор Малайзии сообщил, что два пропавших двигателя были найдены в Уругвае с помощью правительства этой страны, и правительство Малайзии принимает необходимые меры для обеспечения их возвращения. Расследование показало, что двигатели были вывезены с базы RMAF в период с 20 декабря 2007 года по 1 января 2008 года, прежде чем были отправлены на склад в Субанг-Джая для отправки из Малайзии в Южную Америку.